# Diastatops pullata
Diastatops pullata är en trollsländeart som först beskrevs av Hermann Burmeister 1839.  Diastatops pullata ingår i släktet Diastatops och familjen segeltrollsländor. IUCN kategoriserar arten globalt som livskraftig. Inga underarter finns listade i Catalogue of Life.